# Schulwacht

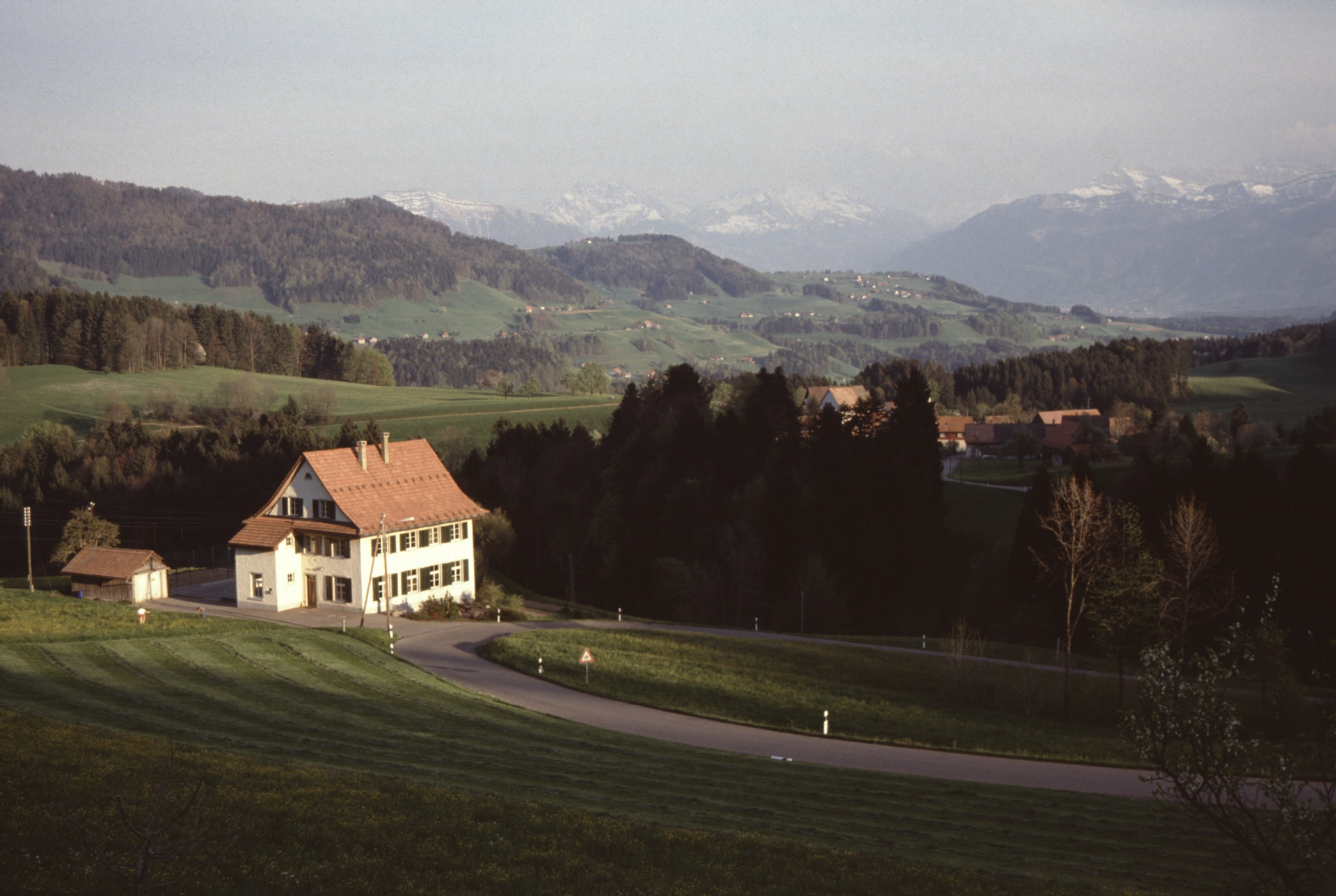
Schulhaus in Bäretswil

Mit der Reorganisation der Schweiz in der Helvetischen Republik 1798 und der Einführung der allgemeinen Schulpflicht 1833 im Kanton Zürich schlossen sich Aussenwachten genossenschaftlich zu Schulwachten zusammen, um den neuen Erfordernissen nachzukommen. Während vor 1833 im Zürcher Oberland meistens in der privaten Stube des Lehrers unterrichtet wurde, begann man nun – meistens nach den Musterplänen des Kantons – Schulhäuser zu bauen, was eine einzelne Aussenwacht oft überfordert hätte.
In Bäretswil beispielsweise schlossen sich die Aussenwachten zu den sechs Schulwachten Adetswil, Wappenswil, Bettswil, Berg, Thal und Hof zusammen, die je ein Schulhaus mit einem Lehrer unterhielten. Ca. 100 Jahre später, nach der Vereinheitlichung des Schulwesens in der Gemeinde, verloren die Schulwachten zunehmend an Bedeutung.